# Kleinste huis van Kampen
Het Kleinste huisje van Kampen is een tweekamerwoning aan de Burgwal 98 in Kampen. Het is het kleinste huis van Kampen. Het is slechts 1,4 meter breed en 4,5 meter diep.
De tuitgevel met een geprofileerde natuurstenen schouderstuk, doet vermoeden dat het pand oorspronkelijk als pakhuis in gebruik was.
De inrichting stamt uit begin twintigste eeuw.
Het pand kan slechts van buitenaf worden bezichtigd. In 1992 is het huis gerenoveerd door de Stichting Stadsherstel.